# Torpedobootjager-Oorlogsinsigne
Het Torpedobootjager-Oorlogsinsigne (Duits: Zerstörer-Kriegsabzeichen) was een Duitse militaire onderscheiding tijdens de Tweede Wereldoorlog. Het werd uitgereikt aan officieren en bemanningsleden op torpedobootjagers in dienst van de Kriegsmarine. Het werd ingesteld op 4 juni 1940 door grootadmiraal Erich Raeder naar aanleiding van de slag om Narvik tijdens de Noorse campagne. Tijdens de Tweede Wereldoorlog werden er zo'n 6000 medailles uitgereikt. Deze onderscheiding mag tegenwoordig gedragen worden, mits ontdaan van de hakenkruis.
De onderscheiding werd ontworpen door Paul Casberg, een grafisch ontwerper uit Berlijn. De onderscheiding werd eerst van brons vervaardigd, later van zink. Op de onderscheiding wordt de Z21 Wilhelm Heidkamp afgebeeld in een krans van eikenbladeren. De Wilhelm Heidkamp was een torpedobootjager, die tijdens de slag om Narvik met torpedo's tot zinken werd gebracht door een Britse oorlogsvloot, waarbij commodore Friedrich Bonte sneuvelde. De onderscheiding werd in eerste instantie uitgereikt aan bemanningsleden die onder commando stonden van de gesneuvelde commandant Bonte en zich hadden onderscheiden tijdens de gevechten. In september en oktober 1940 werden de criteria verruimd zodat het ook uitgereikt kon worden aan bemanningen van andere torpedobootjagers, torpedo- en Schnellboten. Opgemerkt moet worden dat sinds 30 mei 1941 de bemanningsleden van torpedo- en Schnellboten hun eigen onderscheiding kregen.

## Torpedobootjager-Oorlogsinsigne met Briljanten[9]
Na het uitreiken van het Ridderkruis van het IJzeren Kruis met Eikenloof was het in de Kriegsmarine gewoon, om van dezelfde onderscheiding een versie met Briljanten te verlenen. Echter er zijn echter geen vermelding in de literatuur of in andere publicaties die een Torpedobootjager-Oorlogsinsigne met Briljanten rechtvaardigt en of dat deze onderscheiding ooit gepland was of überhaupt toegekend is. Dit is te wijten aan het feit is dat geen van de commandanten het Ridderkruis met Eikenloof in de loop van de oorlog verdient had, met de uitzondering van Heinrich Hoffmann.
- Konteradmiral Erich Bey (Ridderkruis uitgereikt op 9 mei 1940)
- Kapitän zur See Fritz Antek Berger (Ridderkruis uitgereikt op 4 augustus 1940)
- Flottenadmiral Max-Eckart Wolff (Ridderkruis uitgereikt op 4 augustus 1940)
- Kapitän zur See Friedrich Bonte (Ridderkruis uitgereikt op 17 oktober 1940)
- Kapitän zur See Hans Erdmenger (Ridderkruis uitgereikt op 3 november 1940)
- Konteradmiral Rolf Johannesson (Ridderkruis uitgereikt op 7 december 1942)
- Kapitän zur See zur Verwendung Curt Rechel (Ridderkruis uitgereikt op 8 mei 1943)
- Korvettenkapitän Heinrich Hoffmann (Ridderkruis uitgereikt op 7 juni 1944)[10]
- Kapitän zur See Martin Saltzwedel (Ridderkruis uitgereikt op 15 juni 1943)
- Kapitän zur See Alfred Schulze-Hinrichs (Ridderkruis uitgereikt op 15 juni 1943)
- Kapitän zur See Alfred Smidt (Ridderkruis uitgereikt op 15 juni 1943)
- Kapitän zur See Theodor von Mauchenheim (Ridderkruis uitgereikt op 3 juli 1944)